# Dirk Brand

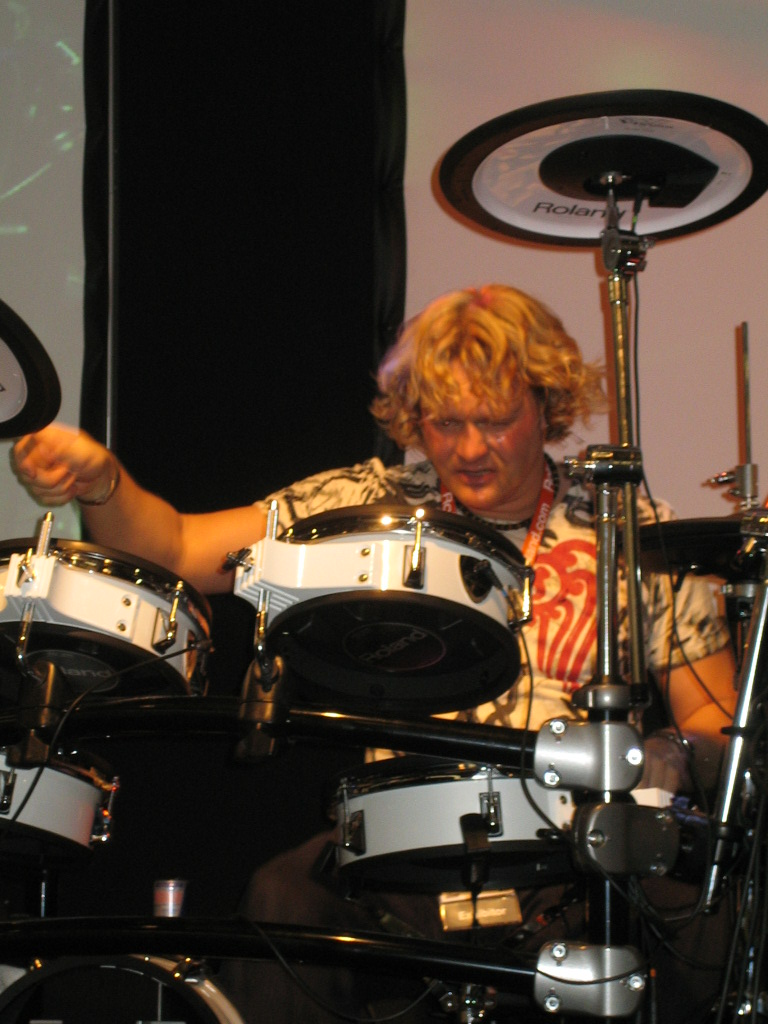
Dirk Brand auf der Musikmesse Frankfurt 2006

Dirk Brand (* 18. Juni 1969 in Oelde, Westfalen) ist ein deutscher Schlagzeuger und Musikpädagoge.

## Leben
Schon mit sieben Jahren erhielt Dirk Brand bei dem englischen Jazztrommler James Sargent Schlagzeugunterricht und spielte bereits mit zehn Jahren in mehreren Sinfonie- und Jugendorchestern. 1985 gewann er mit einem Percussionensemble den Wettbewerb Jugend musiziert. Auch in anderen Bereichen, z. B. Theater- und Musicalproduktionen, war er erfolgreich tätig. 1989 legte er seine Abschlussprüfung zum Industriekaufmann vor der IHK Münster ab.
Durch die „Modern Drum School“ wurde Brand auf das Percussion Institute of Technology (PIT) in Los Angeles/USA aufmerksam. Dort studierte er bei Ralph Humphrey (Frank Zappa), Joe Porcaro (Master Teacher), Richie Garcia (Latin Great) und Joe Brancato (Ella Fitzgerald) und erlernte neue Spieltechniken und Konzepte. Er schloss das Studium mit dem „Diploma with Honors“ ab.
Seit Anfang 1998 ist er Lehrbeauftragter der Westfälischen Wilhelms-Universität in Münster im Fachbereich Musikpädagogik und Instrumentalunterricht.
Seit 2008 ist er weiterhin Lehrbeauftragter an der Rock-Pop-Jazz Akademie Mittelhessen, einem staatlich geprüften Institut für Musik, in Gießen.
2012 wurde er Schlagzeuger der Hard-Rock-Band Axxis.

## Diskographie
- Jamtracks. Volume 2 für Drummer, AMA-Verlag (1998) ISBN 3-932587-28-6
- Jamtracks für Drummer, AMA-Verlag (2000) ISBN 3-932587-29-4